# Georg Achtelstetter
Georg Achtelstetter (* 5. Mai 1883 in Augsburg; † 13. März 1973 in Cham) war ein deutscher Maler und Schriftsteller.

## Leben
Achtelstetter lebte 20 Jahre in Nürnberg. Er war 1938 auf der Großen Deutschen Kunstausstellung mit dem Aquarell „Der bayrische Wald“ vertreten, das Wilhelm Frick erwarb.
Seit 1947 war seine Wahlheimat die Oberpfälzer Kreisstadt Cham. Von dort stammen auch seine Motive, die weit über den Bayerischen Wald hinaus bekannt wurden.
Darüber hinaus engagierte er sich in verschiedenen Chamer Vereinen.
Unter den Aquarellen, Ölgemälden und großformatigen Wandbildern sind am bekanntesten:
- Motiv des Hl. Jakob an der Stadtpfarrkirche St. Jakob zu Cham
- Motiv der Pandurenreiter für das Festspiel „Trenck der Pandur“ in Waldmünchen
- Verschiedene Landschaftsbilder über den heutigen Landkreis Cham

Ein Teil seines Nachlasses wird im Deutschen Kunstarchiv im Germanischen Nationalmuseum Nürnberg verwahrt.

## Literarische Werke
- Elendvolk, Budweis: Moldavia 1923
- Gott in Not, Cham: Selbstverlag 1927
- Fallende Blätter, Cham: Selbstverlag 1963